# Jones Dotse
Jones Victor Mawulorm Dotse est né le 8 juin 1953, est un juge ghanéen. Il est juge à la Cour suprême du Ghana et à la Cour suprême de Gambie. Il est nommé juge des deux tribunaux en 2008 ,,.

## Enfance et formation
Dotse est né le 8 juin 1953 et est originaire de Kpando, dans la région de Volta. Il fréquente l'école secondaire Kpando de 1966 à 1971 et est instruit à l'Académie d'Accra (en) de 1971 à 1973. En 1976, il est diplômé en droit de l'Université du Ghana de Legon et est appelé au barreau ghanéen en novembre 1978 ,,,.

## Vie professionnelle
Dotse travaille à titre de procureur de l'État auprès du ministère du Procureur général de 1979 à 1981. Après ce travail, il entre dans la pratique privée. Il fonde Mawulorm Chambers à Ho dans la région de Volta. Il préside la délégation de la région de Volta de l'Association des avocats du Ghana. Il cède Mawulorm Chambers à Stephen Dzanku et Ernest Gaewu (en) ,.
Dotse devient juge de haut rang en juin 2002 et juge de la Cour d'appel le 16 septembre 2003. Il est assermenté juge de la Cour suprême de Gambie en février 2008 et, en juin 2008, il devient devenu juge de la Cour suprême du Ghana,.
Il dirige et co-dirige des cours et des séminaires dans plusieurs pays, dont les États-Unis, le Canada, le Nigeria, le Libéria et le Ghana. Il est également président du Conseil d'administration de l'Institut de formation judiciaire d'Accra.
Dotse est président du conseil de l'Université technique Ho. Il est président du conseil universitaire de l'Université de Santé et Sciences Alliées à Ho Technical University (en). Dotse est également président du conseil des gouverneurs de l’Académie d’Accra ,,.
Il travaille 21 ans à la banque ghanéenne et siège comme juge à la Cour suprême pendant 15 ans.

## Président par intérim de la Cour suprême
À la suite du départ à la retraite du juge Kwasi Anin-Yeboah le 24 mai 2023, Dotse est devenu président de la Cour suprême par intérim (Juge en chef du Ghana). Cette nomination est conforme à l'article 144 (6) de la Constitution de 1992, qui stipule qu'en cas de vacance du poste de président de la Cour suprême ou d'empêchement de ce dernier, le doyen des juges de la Cour suprême du Ghana assure l'intérim jusqu'à la prestation de serment d'un président de la Cour suprême titulaire,.

## Retraite
Dotse annonce lors d'une audience de la Cour suprême du Ghana le 5 avril 2023 qu'il se retirerait le 8 juin 2023 ,.
Dotse a tour à tour pris sa retraite de la Cour suprême du Ghana et de la Cour suprême, le 8 juin 2023, à l'âge de 70 ans. Le 6 juin 2023 s’est tenue dans les locaux des tribunaux d’Accra une cérémonie pour souligner la carrière du juge Dotse et sa contribution au système juridique du Ghana.
Au cours de la cérémonie de clôture, la candidate à la présidence de la Cour suprême, Gertrude Araba Torkornoo, a félicité Dotse pour son engagement en faveur de la justice et de l’équité. Elle a souligné son intransigeance à l’égard de la corruption et des trafics d’influence dans des affaires emblématiques comme le Conseil d'administration de l'école Achimota vs Ni Aku Nordy II, Platinium Equity Limited et Commission de la Terre, et Martin Alamisi Amidu vs Le Procureur général, Waterville Holdings (BVI) Besagi.
Le procureur général et ministre de la Justice, Godfred Yeboah Dame, a félicité le juge Dotse pour ses contributions au système judiciaire ghanéen, soulignant son humilité, sa gentillesse et son professionnalisme pendant l’événement. Le ministre Dame a raconté sa première rencontre en 2004 et a reconnu la gravité, la patience et l'aversion de Dotse pour les effets de toge. Il a également salué le sens de l'humanité et de la compassion du juge dans l'attribution des dossiers. Le ministre Dame a fait part d’un cas particulier dans lequel le juge Dotse a annulé les jugements des tribunaux inférieurs, cassant une annulation injuste et établissant un précédent important sur les droits de confidentialité. Le ministre n’avait cependant pas pu être présent à l’instruction de l’affaire.
Le juge Yonny Kulendi (en) a également fait part de ses sentiments lors de la cérémonie. Il s’est dit orphelin à l’idée de ne plus pouvoir solliciter l'avis du juge Dotse. Il a parlé du juge Dotse comme figure paternelle à la banque et a admiré sa manière particulière de fournir des conseils et un encadrement. Le juge Kulendi a fait part d’une anecdote personnelle sur la façon dont Jones Dotse a influencé sa décision de devenir juge de la Cour suprême, soulignant l'impact important qu'elle a eu sur sa vie. Il a exprimé sa gratitude pour l'orientation du juge Dotse et a révélé qu'il l’appelle toujours « papa » dans des conversations privées, en mettant l'accent sur le lien profond qu'ils partagent .
Au cours de son discours final en tant que juge de la Cour suprême, il a promis de continuer à lutter pour la justice .

## Vie personnelle
Dotse est marié et père de trois enfants .